# Julio Gómez
Julio Roberto Gómez Rendón (Ciudad de Guatemala; 28 de octubre de 1954) es un exfutbolista y entrenador guatemalteco.

## Trayectoria

### Como jugador
Inició como jugador del Aurora FC en 1971. Años después, se coronó campeón de la Liga Nacional de 1975, tras derrotar en el último partido al CSD Comunicaciones por un resultado sorpresivo de 5-4.
Pasaron dos años y se volvió a consagrar campeón de Liga Nacional, volviendo a disputar la Copa Fraternidad 1979, torneo que también consiguió, venciendo en la final al Real España de Honduras un gol por cero.
Ganó su tercera liga en 1984, tras relegar en segundo puesto al Suchitepéquez, que consiguió 42 puntos, tres menos que su equipo.
Fue contratado por el CSD Municipal en 1986, donde fue quinto lugar a diferencia de su exequipo Aurora que se proclamó campeón de la Liga Nacional. Las temporadas siguientes fueron ganadas, logrando así el primer tricampeonato de liga del club y retirándose.

### Como entrenador
En el 2000, fue entrenador del CD Cobán Imperial, al siguiente año lo fue de su exequipo Aurora hasta 2003 y en varios años con el Deportivo Mixco, ganando el Torneo Clausura 2019 de la Primera División.

## Selección nacional
Fue convocado para disputar con la selección de Guatemala el Preolímpico de Concacaf de 1972, donde consiguió un tercer lugar, quedando un puesto abajo de los dos calificados a los Juegos Olímpicos de Múnich 1972.
En el siguiente preolímpico, jugó la triangular final, logrando calificar y jugar en los Juegos Olímpicos de Montreal 1976. En el torneo, jugó todos los partidos como titular, sin embargo, no pasó de la fase de grupos.
Se volvió un habitual en la selección, donde logró anotar cuatro goles en eliminatorias, de las cuales dos fueron el primero de su país (1982 y 1986). También consiguió la medalla de bronce en los Juegos Panamericanos de Caracas 1983.

### Participaciones en Juegos Olímpicos
| Torneo                   | Sede     | Resultado     |
| ------------------------ | -------- | ------------- |
| Juegos Olímpicos de 1976 | Montreal | Primera ronda |

## Palmarés

### Como jugador

#### Títulos nacionales
| Título        | Equipo    | País      | Año     |
| ------------- | --------- | --------- | ------- |
| Liga Nacional | Aurora    | Guatemala | 1975    |
| Liga Nacional | Aurora    | Guatemala | 1978    |
| Copa Nacional | Aurora    | Guatemala | 1983-84 |
| Liga Nacional | Aurora    | Guatemala | 1984    |
| Liga Nacional | Municipal | Guatemala | 1987    |
| Liga Nacional | Municipal | Guatemala | 1988-89 |
| Liga Nacional | Municipal | Guatemala | 1989-90 |

#### Títulos internacionales
| Título                           | Equipo | País      | Año  |
| -------------------------------- | ------ | --------- | ---- |
| Copa Fraternidad Centroamericana | Aurora | Guatemala | 1976 |
| Copa Fraternidad Centroamericana | Aurora | Honduras  | 1979 |

### Como entrenador
| Título           | Equipo | País      | Año           |
| ---------------- | ------ | --------- | ------------- |
| Primera División | Mixco  | Guatemala | Clausura 2019 |